# Mudança de Fase
Ao contrário do fenômeno de Refração, a Reflexão (física) pode causar mudança de fase. No exemplo de ondas na corda a inversão de fase depende do ponto de apoio da corda (fixo ou móvel).

## Ondas na Corda
Como apresentado na figura ao lado, quando a onda incidente chega à argola, ela é refletida com a mesma fase. Contudo, quando a corda estiver presa em um ponto fixo, como um prego na parede, a onda será refletida com inversão de fase. Outro exemplo para ondas na corda é quando um pulso é emitido na corda de um material mais denso para um menos denso  (parte da onda é transmitido, outra refletida com igual fase) e vice-versa (parte da onda é transmitida, outra refletida com mudança de fase). 

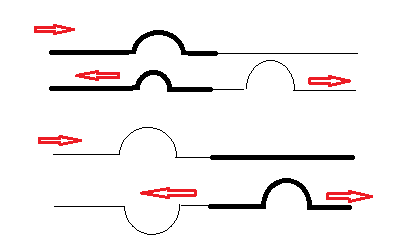
Cordas com diferentes densidades

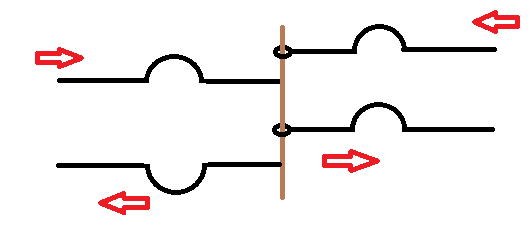
Fixo e Móvel

## A Luz como uma onda
Quando nos referimos à luz, esta mudança está relacionada com o índice de refração. Se uma onda de luz é refletida por um meio em que o índice de refração é menor do que o meio em que ela está, não há mudança de fase. Ocorrendo o contrário (meio de menor índice para um de maior), vemos uma mudança de fase. Já no caso da refração, quando uma onda passa de um meio para outro, não ocorre mudança de fase, independente dos índices de refração dos meios.